# Líderes partidários do Senado dos Estados Unidos
O Líder da Maioria e o Líder da Minoria são dois senadores e compõem a liderança partidária do Senado dos Estados Unidos, servindo como porta-vozes dos partidos detentores da maioria e da minoria no plenário, respectivamente, além de coordenar e organizar as atividades parlamentares da câmara alta do Congresso estadunidense. Os Líderes da Maioria e da Minoria são eleitos através do caucus de seus partidos.
Por regra, o Presidente da Sessão do Senado concede prioridade ao Líder da Maioria em direito de discurso perante os senadores. O Líder da Maioria geralmente atua como representante-chefe de seu partido no Senado e, eventualmente, em todo o Congresso, (se a Câmara dos Representantes e sua Presidência estiverem sob controle do partido de oposição).
Os Líderes Assistentes (da Maioria e da Minoria) são comumente denominados "Whips", sendo a segunda liderança de cada partido. A principal atribuição dos "Whips" é garantir votos para as questões principais de seus grupos. Por conta de sua posição abaixo dos Líderes partidários, não possuem o direito de discurso no plenário.

## Atuais líderes
O Senado dos Estados Unidos é composto de 53 Republicanos, 45 Democratas e 2 Independentes. 
Os líderes atuais são: o Líder da Maioria John Thune (senador pela Dakota do Sul) e o Líder da Minoria Chuck Schumer (senador por Nova Iorque). O atual Líder Assistente da Maioria é o republicano John Barrasso (senador por Wyoming). O atual Líder Assistente da Minoria é o democrata Dick Durbin (senador por Illinois).
| Posição                     | Incumbente       | Incumbente            | Data de posse        | Eleição | Estado        | Partido | Partido     |
| --------------------------- | ---------------- | --------------------- | -------------------- | ------- | ------------- | ------- | ----------- |
| Líder da Maioria            | Senador Thune    | John Thune (1961–)    | 3 de janeiro de 2025 | 2004    | Dakota do Sul |         | Republicano |
| Líder Assistente da Maioria | Senador Barrasso | John Barrasso (1952–) | 3 de janeiro de 2025 | 2006    | Wyoming       |         | Republicano |
| Líder da Minoria            | Senador Schumer  | Chuck Schumer (1950–) | 3 de janeiro de 2025 | 1998    | Nova Iorque   |         | Democrata   |
| Líder Assistente da Minoria | Senador Durbin   | Dick Durbin (1944–)   | 3 de janeiro de 2025 | 1996    | Illinois      |         | Democrata   |

## Lista de Líderes do Senado
| Líderes partidários do Senado dos Estados Unidos | Líderes partidários do Senado dos Estados Unidos | Líderes partidários do Senado dos Estados Unidos | Líderes partidários do Senado dos Estados Unidos | Líderes partidários do Senado dos Estados Unidos | Líderes partidários do Senado dos Estados Unidos | Líderes partidários do Senado dos Estados Unidos | Líderes partidários do Senado dos Estados Unidos | Líderes partidários do Senado dos Estados Unidos |
| Legislatura                                      | Liderança Democrata                              | Liderança Democrata                              | Liderança Democrata                              | Liderança Democrata                              | Liderança Republicana                            | Liderança Republicana                            | Liderança Republicana                            | Liderança Republicana                            |
| Legislatura                                      | Whip Democrata                                   | Whip Democrata                                   | Líder Democrata                                  | Líder Democrata                                  | Líder Republicano                                | Líder Republicano                                | Whip Republicano                                 | Whip Republicano                                 |
| ------------------------------------------------ | ------------------------------------------------ | ------------------------------------------------ | ------------------------------------------------ | ------------------------------------------------ | ------------------------------------------------ | ------------------------------------------------ | ------------------------------------------------ | ------------------------------------------------ |
| 63ª                                              |                                                  | J. Hamilton Lewis                                |                                                  |                                                  |                                                  |                                                  |                                                  |                                                  |
| 64ª                                              |                                                  |                                                  |                                                  |                                                  |                                                  | James Wadsworth, Jr.                             |                                                  |                                                  |
| 65ª                                              |                                                  |                                                  |                                                  |                                                  |                                                  | Charles Curtis                                   |                                                  |                                                  |
| 66ª                                              |                                                  | Peter Gerry                                      |                                                  | Oscar Underwood                                  |                                                  | Charles Curtis                                   | Henry Cabot Lodge                                |                                                  |
| 67ª                                              |                                                  | Peter Gerry                                      |                                                  | Oscar Underwood                                  |                                                  | Charles Curtis                                   | Henry Cabot Lodge                                |                                                  |
| 68ª                                              |                                                  | Peter Gerry                                      | Joseph Taylor Robinson                           |                                                  |                                                  | Charles Curtis                                   | Henry Cabot Lodge                                |                                                  |
| 69ª                                              |                                                  | Peter Gerry                                      | Joseph Taylor Robinson                           | Charles Curtis                                   |                                                  | Wesley Jones                                     |                                                  |                                                  |
| 70ª                                              |                                                  | Peter Gerry                                      | Joseph Taylor Robinson                           | Charles Curtis                                   |                                                  | Wesley Jones                                     |                                                  |                                                  |
| 71ª                                              |                                                  | Morris Sheppard                                  | Joseph Taylor Robinson                           |                                                  | James E. Watson                                  |                                                  | Simeon Fess                                      |                                                  |
| 72ª                                              |                                                  | Morris Sheppard                                  | Joseph Taylor Robinson                           |                                                  | James E. Watson                                  |                                                  | Simeon Fess                                      |                                                  |
| 73ª                                              |                                                  | J. Hamilton Lewis                                | Joseph Taylor Robinson                           |                                                  | Charles L. McNary                                |                                                  | Felix Hebert                                     |                                                  |
| 74ª                                              |                                                  | J. Hamilton Lewis                                | Joseph Taylor Robinson                           |                                                  | Charles L. McNary                                |                                                  |                                                  |                                                  |
| 75ª                                              |                                                  | J. Hamilton Lewis                                | Alben W. Barkley                                 |                                                  | Charles L. McNary                                |                                                  |                                                  |                                                  |
| 76ª                                              |                                                  | Sherman Minton                                   | Alben W. Barkley                                 |                                                  | Charles L. McNary                                |                                                  |                                                  |                                                  |
| 77ª                                              |                                                  | Lister Hill                                      | Alben W. Barkley                                 |                                                  | Charles L. McNary                                |                                                  |                                                  |                                                  |
| 78ª                                              |                                                  | Lister Hill                                      | Alben W. Barkley                                 | Wallace H. White Jr.                             |                                                  | Kenneth Wherry                                   |                                                  |                                                  |
| 79ª                                              |                                                  | Lister Hill                                      | Alben W. Barkley                                 | Wallace H. White Jr.                             |                                                  | Kenneth Wherry                                   |                                                  |                                                  |
| 80ª                                              |                                                  | Scott Lucas                                      | Alben W. Barkley                                 | Wallace H. White Jr.                             |                                                  | Kenneth Wherry                                   |                                                  |                                                  |
| 81ª                                              |                                                  | Francis Myers                                    |                                                  | Scott W. Lucas                                   |                                                  | Kenneth S. Wherry                                |                                                  | Leverett Saltonstall                             |
| 82ª                                              |                                                  | Lyndon Johnson                                   |                                                  | Ernest McFarland                                 |                                                  | Kenneth S. Wherry                                |                                                  | Leverett Saltonstall                             |
| 83ª                                              |                                                  | Earle Clements                                   |                                                  | Lyndon Johnson                                   |                                                  | William F. Knowland                              |                                                  | Leverett Saltonstall                             |
| 84ª                                              |                                                  | Earle Clements                                   |                                                  | Lyndon Johnson                                   |                                                  | William F. Knowland                              |                                                  | Leverett Saltonstall                             |
| 85ª                                              |                                                  | Mike Mansfield                                   |                                                  | Lyndon Johnson                                   | Everett Dirksen                                  | William F. Knowland                              |                                                  |                                                  |
| 86ª                                              |                                                  | Mike Mansfield                                   | Everett M. Dirksen                               | Lyndon Johnson                                   |                                                  | Thomas Kuchel                                    |                                                  |                                                  |
| 87ª                                              |                                                  | Hubert Humphrey                                  | Everett M. Dirksen                               |                                                  | Mike Mansfield                                   | Thomas Kuchel                                    |                                                  |                                                  |
| 88ª                                              |                                                  | Hubert Humphrey                                  | Everett M. Dirksen                               |                                                  | Mike Mansfield                                   | Thomas Kuchel                                    |                                                  |                                                  |
| 89ª                                              |                                                  | Russell Long                                     | Everett M. Dirksen                               |                                                  | Mike Mansfield                                   | Thomas Kuchel                                    |                                                  |                                                  |
| 90ª                                              |                                                  | Russell Long                                     | Everett M. Dirksen                               |                                                  | Mike Mansfield                                   | Thomas Kuchel                                    |                                                  |                                                  |
| 91ª                                              |                                                  | Ted Kennedy                                      |                                                  | Hugh Scott                                       | Mike Mansfield                                   |                                                  | Robert Griffin                                   |                                                  |
| 92ª                                              |                                                  | Robert Byrd                                      |                                                  | Hugh Scott                                       | Mike Mansfield                                   |                                                  | Robert Griffin                                   |                                                  |
| 93ª                                              |                                                  | Robert Byrd                                      |                                                  | Hugh Scott                                       | Mike Mansfield                                   |                                                  | Robert Griffin                                   |                                                  |
| 94ª                                              |                                                  | Robert Byrd                                      |                                                  | Hugh Scott                                       | Mike Mansfield                                   |                                                  | Robert Griffin                                   |                                                  |
| 95ª                                              |                                                  | Alan Cranston                                    |                                                  | Robert Byrd                                      |                                                  | Howard Baker                                     |                                                  | Ted Stevens                                      |
| 96ª                                              |                                                  | Alan Cranston                                    |                                                  | Robert Byrd                                      |                                                  | Howard Baker                                     |                                                  | Ted Stevens                                      |
| 97ª                                              |                                                  | Alan Cranston                                    |                                                  | Robert Byrd                                      |                                                  | Howard Baker                                     |                                                  | Ted Stevens                                      |
| 98ª                                              |                                                  | Alan Cranston                                    |                                                  | Robert Byrd                                      |                                                  | Howard Baker                                     |                                                  | Ted Stevens                                      |
| 99ª                                              |                                                  | Alan Cranston                                    | Bob Dole                                         | Robert Byrd                                      |                                                  | Alan Simpson                                     |                                                  |                                                  |
| 100ª                                             |                                                  | Alan Cranston                                    | Bob Dole                                         | Robert Byrd                                      |                                                  | Alan Simpson                                     |                                                  |                                                  |
| 101ª                                             |                                                  | Alan Cranston                                    | Bob Dole                                         | George Mitchell                                  |                                                  | Alan Simpson                                     |                                                  |                                                  |
| 102ª                                             |                                                  | Wendell Ford                                     | Bob Dole                                         | George Mitchell                                  |                                                  | Alan Simpson                                     |                                                  |                                                  |
| 103ª                                             |                                                  | Wendell Ford                                     | Bob Dole                                         | George Mitchell                                  |                                                  | Alan Simpson                                     |                                                  |                                                  |
| 104ª                                             |                                                  | Wendell Ford                                     | Tom Daschle                                      |                                                  | Trent Lott                                       |                                                  | Trent Lott                                       |                                                  |
| 105ª                                             |                                                  | Wendell Ford                                     | Tom Daschle                                      | Don Nickles                                      | Trent Lott                                       |                                                  |                                                  |                                                  |
| 106ª                                             |                                                  | Harry Reid                                       | Tom Daschle                                      | Don Nickles                                      | Trent Lott                                       |                                                  |                                                  |                                                  |
| 107ª                                             |                                                  | Harry Reid                                       | Tom Daschle                                      | Don Nickles                                      | Trent Lott                                       |                                                  |                                                  |                                                  |
| 108ª                                             |                                                  | Harry Reid                                       | Tom Daschle                                      | Bill Frist                                       |                                                  | Mitch McConnell                                  |                                                  |                                                  |
| 109ª                                             |                                                  | Dick Durbin                                      |                                                  | Bill Frist                                       | Harry Reid                                       | Mitch McConnell                                  |                                                  |                                                  |
| 110ª                                             |                                                  | Dick Durbin                                      | Mitch McConnell                                  |                                                  | Harry Reid                                       | Trent Lott                                       |                                                  |                                                  |
| 111ª                                             |                                                  | Dick Durbin                                      | Mitch McConnell                                  | Jon Kyl                                          | Harry Reid                                       |                                                  |                                                  |                                                  |
| 112ª                                             |                                                  | Dick Durbin                                      | Mitch McConnell                                  | Jon Kyl                                          | Harry Reid                                       |                                                  |                                                  |                                                  |
| 113ª                                             |                                                  | Dick Durbin                                      | Mitch McConnell                                  | John Cornyn                                      | Harry Reid                                       |                                                  |                                                  |                                                  |
| 114ª                                             |                                                  | Dick Durbin                                      | Mitch McConnell                                  | John Cornyn                                      | Harry Reid                                       |                                                  |                                                  |                                                  |
| 115ª                                             |                                                  | Dick Durbin                                      | Mitch McConnell                                  | John Cornyn                                      | Chuck Schumer                                    |                                                  |                                                  |                                                  |
| 116ª                                             |                                                  | Dick Durbin                                      | Mitch McConnell                                  | John Thune                                       | Chuck Schumer                                    |                                                  |                                                  |                                                  |
| 117ª                                             |                                                  | Dick Durbin                                      | Mitch McConnell                                  | John Thune                                       | Chuck Schumer                                    |                                                  |                                                  |                                                  |
| 118ª                                             |                                                  | Dick Durbin                                      | Mitch McConnell                                  | John Thune                                       | Chuck Schumer                                    |                                                  |                                                  |                                                  |
| 119ª                                             |                                                  | Dick Durbin                                      | John Thune                                       |                                                  | Chuck Schumer                                    | John Barrasso                                    |                                                  |                                                  |